# 石川明 (陸軍軍人)
石川 明（いしかわ とおる、1893年（明治26年）10月3日 - 1969年）は、大日本帝国陸軍軍人。陸士28期。最終階級は大佐であり、終戦時の歩兵第216連隊長だった。

## 経歴
広島県出身。陸軍士官学校に進学、第2中隊第3区隊に属した。28期生として卒業後、秋田の歩兵第17連隊に配属され、1926年（大正15年）3月の大尉昇進とともに中隊長。
1928年3月、近衛歩兵第2連隊附扱いで埼玉県立商業学校配属将校。1932年（昭和7年）8月に歩兵第17連隊に復帰。
1934年（昭和9年）4月に再び近衛歩兵第2連隊附扱いで第1東京市立中学配属将校となり、同年8月1日に少佐。平時の訓練で乗馬中にすぐそばで迫撃砲を発射するというミスがあり、驚いた馬が倒れその下敷きとなり背中を痛め、療養のために一年ほど台湾軍司令部（台北、長：本間雅晴中将）で副官として勤務のかたわら温泉療養した。
1942年（昭和17年）時点で中佐に昇進、陸軍省功績調査部（部長：冨永恭次中将）部員として勤務中、大阪の部隊の自殺率が他に比べても異常に高いことを知り、大阪への転属を希望。
1943年3月、大佐、一等給下賜。
1944年（昭和19年）、中国戦線に赴き、3月1日より安義で第34師団隷下の歩兵第216連隊長に就任した。翌月より湘桂作戦に参加。長沙の戦いでは、6月16日～18日に主力が長沙市街地を攻略中、北西の岳麓山陣地の攻略に成功して中国軍の退路を絶ち、軍司令官より部隊感状を授与された。
続く衡陽の戦いでは6月29日より2度にわたり、北東方面からの侵攻を試みたが苦戦を強いられる。8月の衡陽陥落後は耒陽市に集結中、9月5日ごろより候補生時代に同室だった玉川長吉大佐率いる玉川支隊等とともに常寧県城の攻撃に参加した。
また、朝雲新聞社の戦史にも掲載されているが、別の大きな部隊がゲリラにより峡谷の合間に挟み撃ちにされ全滅の危機に瀕したところに出くわした二十余名ほどの騎馬部隊を指示して広く高速に動き回ることで多人数の援軍が来たと思わせることで峡谷の一方をふさいだゲリラを撤退に追い込み、これにより200名弱の部隊の全滅が免れた。この功績に対し軍より畳一畳ほどの和紙に金箔をはった感状が贈られた。
1945年5月より贛西作戦に参加後、6月より敵中突破して安義に戻り(光号作戦)、8月、南京の浦口で終戦を迎える。
戦後は広島に帰郷し、かつての部下の依頼で恩給制度の維持とインフレ対応の増額のために厚生省に陳情を行っており、亡くなる前年ごろまで頻繁に予算編成期に上京していた。1969年没。